# AIVA
AIVA (sigles en anglès d'Artificial Intelligence Virtual Artist) és un algoritme d'aprenentatge profund aplicat a la composició de música mitjançant ordinadors. El juny de 2016, esdevingué el primer sistema de composició algorítmica a ser registrat com a compositor al SACEM (Société des Auteurs, Compositeurs et Éditeurs de Musique).

## Descripció
Creat el febrer de 2016, AIVA s'especialitza en composició de música Clàssica i Simfònica. És el primer compositor virtual reconegut per una societat de música (SACEM).
AIVA emmagatzema una gran col·lecció d'obres de música clàssica existents (escrites per compositors humans com Bach, Beethoven, Mozart) i és capaç d'entendre conceptes de teoria musical i compondre peces pròpies. L'algoritme d'AIVA es basa en l'aprenentatge profund i en les arquitectures d'aprenentatge de reforç.

## Discografia
AIVA és un compositor publicat; el seu primer àlbum d'estudi “Genesis” va ser llançat el novembre del 2016 i compta amb 20 peces originals i 4 obres orquestrades compostes per AIVA. Les peces van ser gravades per músics humans: Olivier Hecho com a director musical de l'Orquestra Aiva Sinfonietta i Eric Breton com a pianista.
| 1.  | «Celtic Dance, Op. 14, in A minor»                         | 02:23 |
| 2.  | «Symphonic Fantasy in G sharp minor, Op. 7, The Awakening» | 03:23 |
| 3.  | «Symphonic Fantasy in A minor, Op. 21, Genesis»            | 02:50 |
| 4.  | «Octet No. 1 in D major, Op. 3, "A little chamber music"»  | 01:40 |
| 5.  | «Aiva, Op. 1 for piano solo in D major»                    | 04:15 |
| 6.  | «Aiva Op. 2 for piano solo»                                | 01:48 |
| 7.  | «Aiva Op. 3 for piano solo»                                | 01:31 |
| 8.  | «Aiva Op. 4 for piano solo»                                | 01:43 |
| 9.  | «Aiva Op. 5 for piano solo [or harpsichord]»               | 02:08 |
| 10. | «Aiva Op. 6 for piano solo»                                | 01:08 |
| 11. | «Aiva Op. 8 For piano solo»                                | 02:27 |
| 12. | «Aiva Op. 9 for piano solo»                                | 01:51 |
| 13. | «Aiva Op. 10 for piano solo»                               | 03:43 |
| 14. | «Aiva Op. 11 for piano solo "Rhapsody"»                    | 03:55 |
| 15. | «Variation Op. 12 for piano solo»                          | 03:00 |
| 16. | «Aiva Op. 13 for piano solo»                               | 02:49 |
| 17. | «Aiva Op. 15 for piano solo»                               | 02:30 |
| 18. | «Aiva Op. 16 for piano solo»                               | 01:55 |
| 19. | «Aiva Op. 17 for piano solo»                               | 03:00 |
| 20. | «Aiva Op. 18 for piano solo»                               | 02:16 |
| 21. | «Aiva Op. 19 for piano solo»                               | 01:45 |
| 22. | «Aiva Op. 20 for piano solo»                               | 01:57 |
| 23. | «Aiva Op. 21 for piano solo, Genesis»                      | 03:00 |
| 24. | «Aiva Op. 22 for piano solo»                               | 03:32 |

Avignon Orquestra simfònica [ORAP] també va actuar Aiva composicions dins abril 2017.